# Sveriges jazzband
Sveriges jazzband är en svensk jazzorkester som bildades i Stockholm 1955 av Eddie Bruhner.

## Historia
Från början hette orkestern East End Jazz Men, det var först 1969 som man bytte namn till Sveriges jazzband. Klarinettisten och sångaren Gösta Linderholm började i gruppen 1969 och året därpå kom deras genombrott med låten "Brittas restaurang". Repertoaren bestod huvudsakligen av glad tradjazz, ofta med svenska texter skrivna av Gösta Linderholm. 
Bland bandets största skivframgångar märks låtar som "Tarzanlåten", "Steppens son" och "Boogie-woogie-Kurt". 
Med Gösta Linderholm i spetsen utvecklades gruppen till ett showband, deras framträdanden innehöll många humoristiska upptåg. Bandet syntes mycket i TV under 1970-talet och var ett återkommande inslag i Ulf Thoréns program Hvar fjortonde dag.
Linderholm slutade i bandet 1974 för att satsa på en solokarriär, men har då och då återkommit som gästartist. 
Sveriges jazzband har vid flera tillfällen uppträtt tillsammans med jazzlegender som bl.a. Wild-Bill Davison, Kenny Davern och Jo Newman. Bandet har turnerat utomlands flera gånger bl.a. i USA och Sydostasien. Fem gånger har bandet representerat Sverige på världens största dixiefestival; The Sacramento Music Festival.

## Diskografi (urval)
- Sveriges jazzband anfaller (1970)
- Sveriges jazzbands nya LP (1971)
- Årets LP (1972)
- Den svenska julskivan (1973)
- The Entertainers (1974)
- Den här skivan med Sveriges jazzband har sina sidor (1975)
- As Time Goes by (1978)
- The New Album by Sveriges jazzband (1982)
- Careless Love (1986)
- High Society (1990)
- Sveriges jazzband - samlingsalbum (1992)
- Sveriges jazzband/Eddie Bruhner's Swedish Jazz All Stars (1995)
- Sveriges jazzband with friends (2000)
- From Stockholm with Love (2005)